# Ingatlanközvetítő
Az ingatlanközvetítő olyan szakember, aki szolgáltatási tevékenységet folytat az ingatlanok bérleti szerződésének megkötése vagy elidegenítésük létrejötte érdekében. Ingatlanhirdetéseket ad fel; olyan személyeket keres, akiknek eladó vagy kiadó ingatlanjuk van, illetve eladó vagy kiadó ingatlant keresnek, és őket  összeközvetíti, hogy az ingatlanbérlet vagy adásvétel létrejöjjön.
Ingatlanközvetítés során az ingatlanközvetítők számos, rendkívül szerteágazó szolgáltatást nyújtanak ügyfeleik számára. Ezek közé tartozik az ingatlanértékelés, a piackutatás és az átfogó elemzés, az ingatlanhirdetések kezelése, a potenciális vevők vagy bérlők elérése, majd kiválogatása, valamint az ügyletek teljes körű lebonyolítása. Az ingatlanközvetítők rendszerint naprakész információkkal rendelkeznek a helyi ingatlanpiacról, a jogszabályi követelményekről és a piaci trendekről, amelyek segítenek az ügyféli döntéshozatalban és ingatlanuk értékének precíz meghatározásában.
A szakma képviselőire további elnevezések is használatban vannak: „ingatlanbróker”, „ingatlanügynök”, „ingatlantanácsadó”, „ingatlanreferens”, „referens”. Leggyakrabban  az „ingatlanközvetítő” és az „ingatlanügynök” megnevezést használják.

## Szakképzettségi előírások Magyarországon
Az ingatlanközvetítőnek szigorúan ellenőrzött képzésen kell részt vennie, melynek során a leendő szakmájához kötődő jogi, műszaki és közgazdasági ismereteket kell megszereznie, ezekből sikeres írásbeli és szóbeli vizsgát tennie, végül pedig szakdolgozat formájában az elsajátított tudásáról számot kell adnia.
Magyarországon ingatlanközvetítő- és értékbecslő képzést lehet végezni.
Az értékbecslés része a tevékenységnek, ami emeli a szakma színvonalát.
Az ingatlanközvetítés jelenleg hatályos szabályait a 91/1988. (XII.22.) MT és a 17/1990. (II.1.) MT rendeletekkel módosított 49/1982. (X.7.) MT rendelet (a továbbiakban: R.), az ennek végrehajtására kiadott 13/1988. (XII.27.) ÉVM rendelet (a továbbiakban: Vhr.) állapítja meg, mely utóbbit a 8/1990. (II.1.) BM rendelet 5. §-ának (3) bekezdése módosította.
Ezek mellett az ingatlanközvetítői szakképesítés szakmai és vizsgáztatási szabályait a 8/1995. (V. 25.) BM rendelet a (a továbbiakban: SzkR.) állapítja meg. A korábbi szakképesítési előírások 1994. július 2-ával hatályukat vesztették, az új SzkR. pedig majd egy évvel később lépett hatályba, ezért ez idő alatt hiányzott a R.-ben előírt szakképesítés megszerzésének jogi szabályozása. 2009. november 26-tól tovább szigorodtak az ingatlanközvetítői, ingatlanvagyon-értékelő és közvetítői tevékenység feltételei.
Az üzletszerűen végzett ingatlanközvetítői, illetőleg üzletszerűen végzett ingatlanvagyon-értékelő és közvetítő tevékenységet csak az folytathat, aki
- rendelkezik az önkormányzati és területfejlesztési miniszter hatáskörébe tartozó szakképesítések szakmai- és vizsgakövetelményeinek kiadásáról szóló miniszteri rendeletben meghatározott ingatlanközvetítői, valamint ingatlanvagyon-értékelő és közvetítői szakmai képesítéssel. Ennek megszerzéséhez minimális végzettséget, érettségit írnak elő.
- csak az folytathat szolgáltatási tevékenységet a lakások és helyiségek bérletére vonatkozó, valamint az elidegenítésükre vonatkozó egyes szabályokról szóló 1993. évi LXXVIII. törvény (a továbbiakban: Lt.) 64/C. § (2) bekezdésében foglaltakon túl, aki

1. köztartozásmentes adózó, valamint
2. az elfogadott rendeletben foglalt egyéb feltételeket teljesítette.

### Ingatlan-vállalkozás felügyeleti hatóság által vezetett névjegyzék regisztrációjához csatolandó dokumentumok
- szakirányú végzettség bizonyítványa
- harminc napnál nem régebben kiállított közokirat annak igazolására, hogy a bejelentő köztartozásmentes adózó (kivéve, ha a bejelentő szerepel a köztartozásmentes adózói adatbázisban)
- az ingatlanközvetítő, ingatlanvagyon-értékelő szakképesítését tanúsító bizonyítványát (oklevelét) kiállító intézmény megjelölését, a kiadás helyét és időpontját, a munkáltatójának nevét és székhelyét, a szolgáltatás nyújtása során használni kívánt nyelv (nyelvek) illetve a hatósággal való kapcsolattartás módjának megjelölése
- igazolás, hogy a kérelmező az eljárási illetéket megfizette.
- egyéni vállalkozónak az egyéni vállalkozók hatósági nyilvántartásba vételéről szóló igazolás másolata
- egyéb gazdálkodó szervezetnek a három hónapnál nem régebbi cégkivonat
- erkölcsi bizonyítvány

Amennyiben valaki ezeket nem csatolja, úgy az ingatlanvállalkozás-felügyeleti hatóság az engedélyezés feltételeinek megállapítása érdekében adatszolgáltatási kérelemmel fordul a nyilvántartást vezető hatósághoz.
A középfokú képesítés 2005-ben kiegészült az emelt szintű ingatlanvagyon-értékelő és közvetítő szakképesítéssel.

## A megbízási szerződések típusai
Létezik kizárólagos, félkizárólagos és nem kizárólagos szerződés.
Kizárólagos szerződésnél bárki veszi meg az ingatlant, a jutalék csak akkor jár a közvetítőnek, ha ő adta el az ingatlant. Gyakori tévhit, hogy kizárólagos szerződésnél az ingatlanközvetítő akkor is jogosult a jutalékra, ha az ingatlant nem ő adta el.
Félkizárólagos szerződésnél az eladó is árulhatja az ingatlant, és ha ő adja el, a közvetítőnek nem jár a jutalék. Előnye, hogy az ingatlanközvetítőnek csak az eladó a konkurenciája.
Nem kizárólagos szerződésnél az eladó, a közvetítő és más közvetítők is értékesíthetik az ingatlant. Csak akkor jár a közvetítőnek jutalék, ha a vevőt ő hozta az ingatlanra. Előnye, hogy az eladó gyorsabban jut vevőhöz, mivel a közvetítők mindegyike ajánlja az ingatlant az ügyfeleinek. Hátránya viszont, hogy így kevésbé motiváltak a közvetítők, hisz esélyeik csökkennek az eladásra.

## Kötelezettségek a pénzmosás ellen
A pénzmosásról szóló törvény értelmében az ingatlanközvetítőnek több kötelezettsége is van. A törvény értelmében az ingatlanközvetítő köteles az ügyfeleit átvilágítani, a pénzmosásra vagy terrorizmus finanszírozására utaló jelek esetén a hatóságokat értesíteni, illetve egy belső ellenőrző rendszert üzemeltetni. E feladatok elkészítésére belső szabályzatot kell készíteni, amit a hatóságokhoz el kell juttatni.
A pénzmosási szabályzattal igazolja az ingatlanközvetítő, hogy miért kell megbízói és vevőjelöltjei személyi adatait rögzíteni és tárolni. Az ingatlanközvetítőnek gondoskodnia kell bejelentési kötelezettségeiről, valamint a pénzmosási törvény által előírt pénzmosási szabályzat megfelelő helyen, a megfelelő hivatalok által bármikor ellenőrizhető és elérhető helyen való tárolásáról is.

## Az ingatlanközvetítők díjazása
Az ingatlanközvetítő a hazai gyakorlatban általában nem fix fizetésért dolgozik, hanem sikeres ügyletei után számla ellenében jutalékot kap. A jutalék mértéke Magyarországon 2-5% + áfa közt mozog, külföldön ez elérheti akár a 16%-ot is.
Létezik előre megállapodott fix jutalék is, minden a megbízási szerződésben, írásban történt megállapodás alapján történik.
Általában több a jutalék, ha az ingatlanra nem kizárólagos szerződése volt a közvetítőnek és alacsonyabb, ha kizárólagos szerződéssel dolgozott. Ennek oka, hogy kizárólagos szerződésnél a közvetítő a címet akár telefonon is kiadhatja és csak azokat az ügyfeleket kíséri ki az ingatlanhoz, akik azt már kívülről megtekintették és így is meg szeretnék közelebbről nézni. Tehát a közvetítőnek kevesebb a dolga az ingatlan eladásával.

## Kötelező felelősségbiztosítás
Jelenleg nincs rá törvény, jogszabály, mely kötelezné a szakmában dolgozókat a felelősségbiztosítás megkötésére. Ezen jogszabály megalkotása, létrehozása céljából a szakmai szervezetek számos fórumon ismertetik annak előnyeit.

## Független ingatlanközvetítők és az irodák konfliktusa
A függetlenek között vannak franchise hálózati tagok, vannak több irodát fenntartó cégek, vannak egyéni irodák, vannak ezenkívül olyan közvetítők, akik otthonról dolgoznak - és vannak, akik jogosítvány és engedélyek, vállalkozás nélkül dolgoznak. Ezen utóbbiakat tarja a szakmai „mezítlábasnak”.
A szakmai szervezetek erősen támogatják, hogy jogszabályi kötelezettség legyen az ingatlanközvetítés kizárólag irodában történő tevékenység korlátozására, azaz minden közvetítő fizikailag elérhető irodában dolgozzon. Ez számos visszaélést megszüntetne.

## Szakmai szabályozatlanságok Magyarországon
Mivel az ingatlanközvetítői szakma körüli szabályozatlanságok illetve folyamatosan változó, kaotikus szabályok teret adnak a bűncselekmények elkövetésének, valamint a kontárok tevékenységének, egyes szakmai szervezetek kamara, felügyelő szerv, nyilvántartás bevezetését követelik az ingatlanközvetítők számára.

## Szakmai szervezetek Magyarországon
- Magyar Ingatlan Tanács - Magyar Ingatlanszakmai Szervezetek Országos Szövetsége (MIT)
- Magyar Ingatlanszövetség (MAISZ)
- Magyar Ingatlan-Gazdálkodók Szövetsége (MIGSZ)
- Ingatlanosok Magyarországi Érdekképviseleti Egyesülete (IME)
- Magyar ingatlanközvettők és értékbecslők szakmai szervezete (MIÉSZ )
- RICS Magyarország

## Szakmai szervezetek külföldön
- National Association of Realtors (NAR)
- Royal Institution of Chartered Surveyors (RICS )
- Európai Ingatlanszövetség (CEI) (CONFEDERATION EUROPEENNE DE L IMMOBIL)
- National Association of Exclusive Buyer Agents
- Realtor Political Action Committee (RPAC)
- Közép Európai Ingatlanszövetség (Central European Real Estate Associations Network)
- Nemzetközi Ingatlanszövetség (Fédération Internationale des Professions Immobiliéres)
- National Association of Real Estate Brokers (NAREB)
- Reáltorok Nemzeti Szövetsége (National Association of Realtors)

## Ingatlanközvetítői tevékenység folytatása  külföldön
A magyar ingatlanközvetítői végzettséggel nemzetközi bizonyítvány („EUROPASS”) igényelhető. Országonként eltérő, hogy ezzel lehet-e ott dolgozni.
Olyan, kifejezetten ingatlanszakmai kérdésekkel foglalkozó intézmény, mint az angliai
The College of Estate Management (University of Reading) nálunk még nincs, ami megnehezíti a magyar ingatlanközvetítők külföldön való elhelyezkedését.
Az Amerikai Egyesült Államokban ingatlanközvetítőknek ajánlott a felsőfokú képzés. Mindenképpen regisztráltatnia kell magát az ingatlanközvetítőnek az adott államban, ahol dolgozni szeretne.
Franciaországban emeltszintű érettségi után két év egyetem ajánlott, hogy a szakmában kezdhessen valaki dolgozni. Két kifejezetten ilyen képzésre specializálódott intézmény is van:
L’École supérieure des professions immobilières Párizsban és  a l'Institut national supérieur de l'immobilier Toulouseban.
Németországban kiváló ingatlanközvetítő képzések vannak.
Komplexebb képzés hiányában irányelvnek mindenképpen ajánlott a Európai Értékelési Standardok (EVS) tanulmányozása minden ingatlanközvetítőnek.
A magyarországi ingatlanközvetítői képzés is igyekszik az ebben megtalálható szakmai elveket követni.